# 沖縄県立沖縄水産高等学校
沖縄県立沖縄水産高等学校（おきなわけんりつ おきなわすいさんこうとうがっこう）は、沖縄県糸満市西崎一丁目にある公立水産高等学校である。略称は『沖水（おきすい）』。1990年と1991年には全国高等学校野球選手権大会（夏の甲子園）で準優勝している。甲子園に春3回、夏9回、計12回出場している。

## 学科
全日制
- 海洋技術科
- 海洋サイエンス科
- 総合学科
  - 海洋生物系列
  - 食品科学系列
  - 生涯スポーツ系列
  - 流通ビジネス系列
  - 情報通信系列 - 通信・情報
  - 服飾・調理系列 - 服飾・調理
  - 福祉サービス系列

専攻科
- 漁業科
- 機関科
- 無線通信科

## 実習船
海邦丸五世
2002年3月27日竣工、カナサシ重工建造
499総トン、全長56.97m、型幅9.40m、型深さ（上甲板）3.95m、ニイガタ 6M31BFT、1,324kW、航海速力約12.5ノット
最大搭載人員75名（士官10名、部員14名、教官3名、生徒48名）

### 過去の実習船
- 海邦丸

1986年3月竣工、2002年引退
499総トン、全長54.20m、幅9.20m、ディーゼル、1600PS、航海速力12.5ノット
引退後は芙蓉海洋開発の海洋調査船「第七開洋丸」となる。

## 沿革
- 1904年6月1日-糸満小学校内に村立水産補習学校として開校
- 1910年4月-沖縄県立水産学校と改称
- 1945年8月15日-第二次大戦終結により、自然閉校
- 1946年9月1日-沖縄開洋高等学校として開校。航海科･漁撈科･造船科･水産製造科を設置
- 1949年1月20日-航海･漁撈の両科を合併して漁業科とし、造船科を廃し機関科を設置
- 1955年3月21日-琉球政府立沖縄水産高等学校と改称
- 1963年4月1日-専攻科（漁業科、機関科）、水産経営科を新設
- 1972年5月15日-沖縄県立沖縄水産高等学校と改称
- 1974年4月1日-水産経営科を漁業経営科に変更
- 1976年9月-那覇市泊から糸満市西崎町へ移転
- 1989年4月1日-漁業科･無線通信科･漁業経営科を海洋科･情報通信科･栽培流通科を改編
- 1990年8月-第72回全国高等学校野球選手権大会準優勝
- 1991年8月-第73回全国高等学校野球選手権大会準優勝
- 1994年4月1日-学科改編により、総合学科、情報通信科、海洋技術科を開設

## 交通
バス
- 水産高校前バス停より徒歩3分。
  - 81番・西崎・向陽高校線　（琉球バス交通）
- 糸満入口バス停より徒歩7分。
  - 89・糸満（高良）線　（琉球バス交通・沖縄バス共同運行）

## 著名な卒業生

### スポーツ
- 浜田剛史（元プロボクサー）
- 新垣諭（元プロボクサー）
- 山口臣馬（プロボクサー）
- 金城鉄治（元プロ野球選手）
- 比嘉良佳（プロ野球選手）
- 島袋修（元プロ野球選手）
- 上原晃（元プロ野球選手、元中日ドラゴンズ）
- 伊礼忠彦（元プロ野球選手、元中日ドラゴンズ）
- 平良幸一（元プロ野球選手）
- 大野倫（元プロ野球選手、元福岡ダイエーホークス）
- 新里紹也（元プロ野球選手、元福岡ダイエーホークス）
- 徳元敏（元プロ野球選手、元東北楽天ゴールデンイーグルス）
- 新垣渚（元プロ野球選手）
- 稲嶺誉（元プロ野球選手）
- 相原勝幸（元プロ野球選手、千葉ロッテマリーンズ）
- 大城祐二（元プロ野球選手）
- シュウマ（風水師）
- 當銘孝仁（カヌー選手）

### その他
- 前泊正人（第13代沖縄県竹富町長）[1]